# Dakolka
Dakolka (vitryska: Даколька, ryska: Dokol’ka) är ett vattendrag i Belarus. Det ligger i den centrala delen av landet, 150 km sydost om huvudstaden Minsk.
I omgivningarna runt Dakolka växer i huvudsak blandskog. Runt Dakolka är det glesbefolkat, med 14 invånare per kvadratkilometer.